# Острови (Смолевицький район)
Острови (біл. вёска Востровы) — село в складі Смолевицького району Мінської області, Білорусь. Село підпорядковане Зеленобірській сільській раді, розташоване в центральній частині області.